# Andromeda (torpilleur)
Pour les articles homonymes, voir Andromeda.
Le Andromeda (fanion « AD ») était un torpilleur italien de la classe Spica - type Perseo lancé en 1936 pour la Marine royale italienne (en italien : Regia Marina). 

## Conception et description
Les torpilleurs de la classe Spica devaient répondre au traité naval de Londres qui ne  limitait pas le nombre de navires dont le déplacement standard était inférieur à 600 tonnes. Hormis les 2 prototypes, 3 autres types ont été construits : Alcione, Climene et Perseo. Ils avaient une longueur totale de 81,42 à 83,5 mètres, une largeur de 7,92 à 8,20 mètres et un tirant d'eau de 2,55 à 3,09 mètres. Ils déplaçaient 652 à 808 tonnes à charge normale, et 975 à 1 200 tonnes à pleine charge. Leur effectif était de 6 à 9 officiers et de 110 sous-officiers et marins
Les Spica étaient propulsés par deux turbines à vapeur à engrenages Parsons , chacune entraînant un arbre d'hélice et utilisant la vapeur fournie par deux chaudières Yarrow. La puissance nominale des turbines était de 19 000 chevaux-vapeur (14 000 kW) pour une vitesse de 33 nœuds (61 km/h) en service, bien que les navires aient atteint des vitesses supérieures à 34 nœuds (62,97 km/h) lors de leurs essais en mer alors qu'ils étaient légèrement chargés. Ils avaient une autonomie de 1 910 milles nautiques (3 540 km) à une vitesse de 15 nœuds (27,7 km/h)
Leur batterie principale était composée de 3 canons 100/47 OTO Model 1937. La défense antiaérienne (AA) des navires de la classe Spica était assurée par 4 mitrailleuses jumelées Breda Model 1931 de 13,2 millimètres. Ils étaient équipés de 2 tubes lance-torpilles de 450 millimètres (21 pouces) dans deux supports jumelés au milieu du navire.  Les Spica étaient également équipés de  2 lanceurs de charges de profondeur et d'un équipement pour le transport et la pose de 20 mines.

## Construction et mise en service

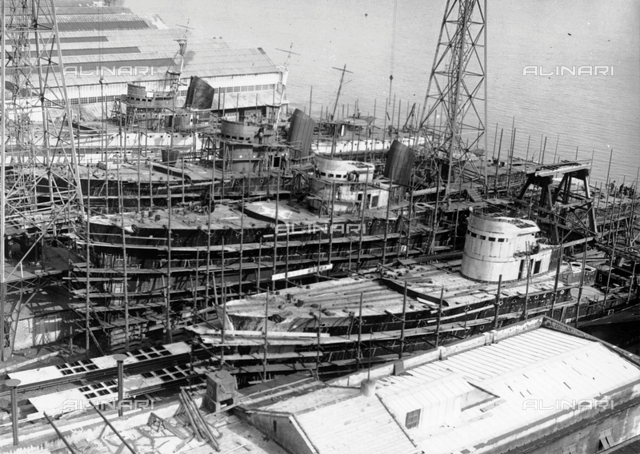
Le Andromeda et ses navires-jumeaux Altair, Antares et Aldebaran en construction en 1936

Le Andromeda est construit par le chantier naval Cantiere navale di Sestri Ponente à Sestri Ponente en Italie, et mis sur cale le 2 octobre 1935. Il est lancé le 28 juin 1936 et est achevé et mis en service le 6 décembre 1936. Il est commissionné le même jour dans la Regia Marina.

## Histoire de service
Après son entrée en service, le torpilleur Andromeda fait une croisière dans la mer Égée qui le mené aux îles du Dodécanèse.
Plus tard, l'unité a été employée dans les eaux de la mer Tyrrhénienne.
En 1937-1938, le Andromeda prend part à la guerre civile espagnole, menant des actions pour contrer la contrebande de fournitures destinées aux troupes républicaines espagnoles..
Toujours en 1938, le navire participe à la célèbre revue navale "H" dans le golfe de Naples.

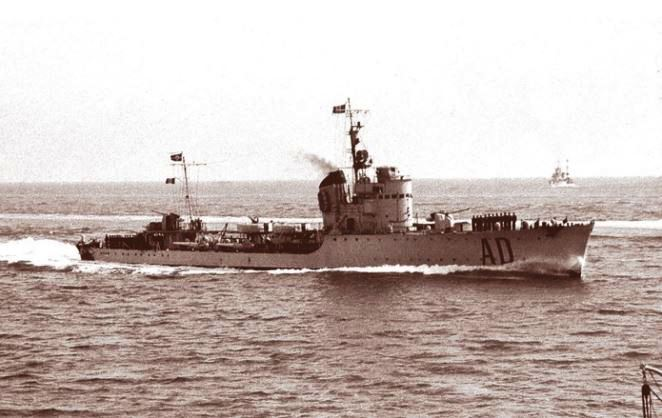
Le Andromeda à la revue navale "H", le 5 mai 1938 dans le golfe de Naples à l'occasion de la visite d'Hitler en Italie

En août 1938, l'Andromeda participe à un cours d'entraînement au large de l'île d'Elbe.
Au début de la Seconde Guerre mondiale, le Andromeda fait partie du XIIe escadron de torpilleurs basé à Messine, qu'il forme avec ses navires-jumeaux (sister ships) Altair, Antares et Aldebaran. Le commandant de l'unité est, depuis le 30 avril 1940, le capitaine de corvette (capitano di corvetta) Enea Picchio.
D'abord employé dans les escortes de convois vers l'Afrique du Nord, le navire est ensuite transféré à celles des routes des Pouilles approvisionnant les troupes italiennes opérant en Albanie.
Le 14 juin 1940, le Andromeda et les trois unités de section quittent Trapani et sont envoyés à La Spezia, à la suite du bombardement de certaines villes ligures par une escadre navale française (Opération Vado).
Le 5 septembre, les quatre unités du XIIe escadron posent un champ de mines au large de la base de La Valette (Malte).
Le 28 octobre à 13h30, le Andromeda quitte Augusta pour Brindisi, où il arrive le lendemain matin, échappant à quelques attaques aériennes britanniques et commençant dès le début ses missions d'escorte, principalement de nuit, de convois sur la route Brindisi-Vlora.
Entre le 31 octobre et le 1er novembre, le Andromeda, le Antares, le Altair et le Aldebaran sont censés soutenir les "Forces navales spéciales" dans des opérations de débarquement à Corfou, mais ce débarquement est annulé peu après le départ des navires de la base. Les troupes embarquées sur les péniches de débarquement (deux vieux croiseurs, autant de vieux destroyers, onze vieux torpilleurs, quatre croiseurs auxiliaires, trois navires de débarquement et quatre vedettes-torpilleurs MAS (Motoscafo Armato Silurante)) sont transportées par ceux-ci à Vlora.
Dans la matinée du 12 novembre de la même année, le torpilleur quitte Bari et est envoyé en patrouille avec d'autres unités dans le canal d'Otrante, dans le cadre des mesures prises à la suite de la destruction d'un convoi italien par une division de croiseurs britanniques la nuit précédente (Bataille du détroit d'Otrante (1940)).
Entre le 20 novembre et le 21 décembre, le Andromeda, qui escorte les navires sur la route Brindisi-Vlora, est transféré sur la route plus sûre Bari-Durrës.
Pendant cette période, le 6 décembre, le Andromeda et son navire-jumeau Altair, après le torpillage par le sous-marin britannique HMS Triton (N15) du vapeur Olimpia (à la position géographique de 41° 06′ N, 18° 39′ E), prennent en chasse l'unité sous-marine ennemie. À la suite de cette action, le HMS Triton a pu être coulé (le sous-marin, cependant, a également pu sortir indemne de la chasse et ensuite sauter sur des mines ou couler dans d'autres actions anti-sous-marine),.
Le 21 décembre, le navire reprend le service entre Brindisi et Vlora.
Trois jours plus tard, le navire escorte de Bari et Brindisi à Vlora, avec le croiseur auxiliaire Barletta, un convoi composé des transports de troupes Firenze, Argentina et Italia et du croiseur auxiliaire Narenta. A 13h20 le 24 décembre, cependant, le Firenze est torpillé par le sous-marin grec RHS Papanikolis (Y 2) et coule en emportant 93 hommes, tandis que 874 autres peuvent être sauvés par le Barletta. Le Andromeda participe aux opérations de sauvetage en récupérant 29 survivants et 13 cadavres, tous alpins.
Le 5 janvier 1941, le lieutenant de vaisseau (tenente di vascello) Corrado Villani prend le commandement du Andromeda.
Le lendemain, Andromeda, ainsi que ses navires- jumeaux Partenope, Pallade et Altair et les destroyers Alfieri, Carducci, Fulmine et Gioberti, bombardent les positions grecques à Porto Palermo (Albanie).
Le 1er mars, le torpilleur bombarde à nouveau, avec le vieux destroyer Augusto Riboty, des installations militaires grecques le long de la côte albanaise.
Le 11 mars 1941, à 5h50, le navire quitte Brindisi pour escorter un convoi vers l'Albanie. Au cours de la journée, il traverse à plusieurs reprises le canal d'Otrante dans les deux sens, puis s'amarre à Vlora à 21h30.
À partir de ce moment, il reste stationné à Vlora avec pour mission de protéger les navires au mouillage des attaques répétées des bombardiers-torpilleurs britanniques qui ont lieu pendant cette période.
Le 16 mars 1941, au coucher du soleil, le Andromeda reçoit l'ordre de mouiller dans les eaux situées à l'est de la péninsule de Karaborum (baie de Vlora). Dans cette zone, six navires marchands ont été amarrés; le Andromeda s'amarre à l'extrémité sud de la rangée de navires à l'ancre, tandis qu'un autre torpilleur, le vieil Abba, s'amarrée du côté opposé. Les deux navires (qui ont de toute façon avec leurs chaudières allumées et prêts à se déplacer, si nécessaire) protégeraient les transports avec leur artillerie anti-aérienne. À l'est du groupe sont amarrés le pétrolier et navire de débarquement Sesia et le grand chalutier à moteur Genepesca Seconda, qui sont utilisés pour d'éventuelles opérations de sauvetage si des navires étaient touchés. Les navires, qui étaient en situation de black-out, jettent l'ancre aux points prédéterminés à 18h30.
À 23h50 et 23h58, un groupe de six bombardiers-torpilleurs Fairey Swordfish, envoyés pour attaquer les navires amarrés dans la rade, est d'abord aperçu depuis le poste de surveillance de Derni, puis détecté par la station aérienne de Saseno. La défense anti-aérienne commence un barrage, qui est interrompu lorsque les chasseurs italiens décollent.
À minuit, les avions britanniques arrivent au-dessus de la baie de Vlora. Entendant le bruit de leurs moteurs, le Andromeda et le Abba commencent à effectuer des tirs de barrage. L'un des Swordfish, s'approchant à moins de 400 mètres du Andromeda (dont la proue est orientée vers la côte), largue sa torpille perpendiculairement au torpilleur. Sur l'ordre du commandant Villani, le navire met les moteurs en avant pour échapper à l'impact, mais il est trop tard. A 00h02 le 17 mars, quelques instants après que le Andromeda ait commencé à se déplacer, la torpille frappe le côté bâbord à la hauteur de la cheminée. L'explosion dévaste la salle des machines et quelques secondes plus tard les chaudières, qui ont été pressurisées, éclatent également. L'explosion est telle qu'elle étend l'entaille au côté tribord,. Mortellement touché, le navire coule presque immédiatement, au point à la position géographique de 40° 21′ N, 19° 28′ E.
50 hommes périssent avec le navire (45 sont portés disparus, et seuls cinq corps sont retrouvés), tandis que 87 peuvent être sauvés. Pour tous les hommes de l'équipage, morts et survivants, la Croix Militaire pour bravoure leur est décernée le 23 juin 1941.
L'épave du Andromeda repose sur le fond marin de la baie de Vlora, à une profondeur d'environ 45 mètres.
L'épave a été identifiée par des plongeurs italiens en décembre 2016 dans le cadre d'une expédition sous-marine à laquelle ont participé Edoardo Pavia, Mauro Pazzi, Michele Favaron, Cesare Balzi et Massimiliano Canossa.
Le torpilleur Andromeda repose aujourd'hui, brisé en deux parties et en grande partie recouvert de filets, sur un fond sablonneux à 53 mètres de profondeur. Une couverture photographique vidéo complète de l'épave a permis l'identification officielle du navire, en collaboration avec l'amiral Giuseppe Celeste, président de l'Association des Amis du Musée et de l'Histoire de La Spezia (Associazione Amici del Museo e della Storia di La Spezia), notamment grâce à l'identification des trois canons OTO mod.35 de 100/47 mm et à la découverte de l'étoile d'Italie à l'extrémité de la proue.

## Sources
- (it) Cet article est partiellement ou en totalité issu de l’article de Wikipédia en italien intitulé « Andromeda (torpediniera) » (voir la liste des auteurs).